# Hellenic Petroleum
Hellenic Petroleum S.A. é uma companhia petrolífera sediada em Atenas, Grécia.

## História
A companhia foi estabelecida em 1958.